# Het spook van de musical
Het spook van de musical is het 15de album in de stripreeks van W817. Het scenario is geschreven door Tom Bouden en het album is getekend door Luc Van Asten en Wim Swerts. De strip werd in 2007 uitgegeven door Standaard Uitgeverij.

## Het verhaal
Steve heeft weer een nieuw vriendje. Dit keer een liefhebber van musicals. Steve probeert Timo, zijn vriendje, te overtuigen zelf een musical te regisseren. Ze vinden niemand geschikt voor de vrouwelijke hoofdrol. Birgit wordt uiteindelijk tot de meest geschikte persoon verkozen. Tijdens de repetities ontdekt Zoë echter dat er iets niet pluis is in de schouwburg.

## Hoofdpersonages
- Jasmijn De Ridder
- Akke Impens
- Zoë Zonderland
- Carlo Stadeus
- Birgit Baukens
- Tom Derijcke
- Steve Mertens

## Gastpersonages
- Timo
- Erik
- Michiel Michiels